# École de pensée en économie
 (octobre 2011).
Si vous disposez d'ouvrages ou d'articles de référence ou si vous connaissez des sites web de qualité traitant du thème abordé ici, merci de compléter l'article en donnant les références utiles à sa vérifiabilité et en les liant à la section « Notes et références ».
Une école de pensée économique, ou courant de pensée économique est un regroupement d'économistes qui partagent une même approche de l'économie ou un faisceau d’idées communes. Toute école ainsi définie peut coexister à un instant donné avec d'autres écoles qui défendent des conceptions proches, opposées ou radicalement opposés. Toute école donne lieu – sauf exceptions – à des évolutions historiques qui les font disparaître, se transformer et/ou renaître au fil du temps.
Classer les économistes en écoles demeure un exercice difficile – en particulier pour les écoles contemporaines car le recul du temps manque – mais reste utile pour identifier et comprendre les grandes lignes de constitution et de développement de la pensée économique : l'énumération ici proposée se fonde d'une part sur la chronologie mais aussi sur le regroupement des auteurs en fonction de la proximité de leurs idées ou en fonction des similitudes les plus évidentes. Les écoles de pensée sont souvent baptisées du nom de leur initiateur ou nommées selon l’endroit où elles ont été fondées.

## Écoles et courants les plus célèbres

### Jusqu'auXVesiècle

#### Antiquité
Les hommes cités dans cette section ne représentent évidemment pas un courant de pensée du fait que l'économie au sens contemporain du terme était loin d'être une science indépendante et travaillée à l'époque. Sont donc ici répertoriés les auteurs et penseurs qui au travers de leurs travaux sur la philosophie ou la politique ont pu aborder l'économie de façon plus ou moins poussée.
- Amos
- Antisthène
- Aristophane
- Aristote
- Bible
- Caton
- Chânakya
- Columelle
- Démocrite
- Dicéarque de Messène
- Diogène
- Évhémère
- Gorgias
- Hamourabi
- Hérodote
- Hésiode
- Hippodamos de Milet
- Horace
- Phaleas de Chalcédoine
- Platon
- Pline l'Ancien
- Posidonios
- Protagoras
- Qin Shi Huang
- Saint Ambroise
- Saint Augustin
- Saint Basile
- Saint Paul
- Sagesses de l'Égypte antique
- Socrate
- Tite Live
- Varron
- Virgile
- Xénophon
- Wang Anshi

#### Économie islamique
L'économie islamique désigne la pratique de l'économie en accord avec la charia (ensemble de lois issues du coran, de leur application par le prophète de l'islam et des interprétations faites par les jurisconsultes après sa mort). Ses origines remontent aux califats, où les premières économies de marché et formes de capitalisme marchand sont apparues entre le VIIIe siècle et le XIIe siècle. Ce courant a pour ambition de faciliter les rapports entre le développement des buts et politiques des sociétés islamiques, basés sur l'amélioration du niveau de vie des masses défavorisées, et la réglementation coranique.
Elle est fondée sur la libre circulation des richesses, de telle sorte qu'elles puissent atteindre les classes sociales les plus basses. C'est la raison pour laquelle elle met en place aussi bien un impôt sur la fortune que des taxes relativement lourdes sur tous les types de transactions (importation, exportation, revenu, vente notamment). Les prêts à taux d'intérêt (l'usure) sont interdits car considérés comme immoraux.
La seconde moitié du XXe siècle voit émerger un intérêt nouveau pour ce courant, avec un effort de recherche et de compréhension en vue de développer une alternative au libéralisme occidental.
- Mahomet
- Abu Hanifa Al-Nu'man Ibn Thabit
- Abou Yoûsouf
- Al-Farabi
- Qâbûs
- Ibn Sina
- Ibn Miskawayh (en)
- Al-Ghazali
- Al-Mawardi
- Nasir ad-Din at-Tusi
- Ibn Taymiyyah
- Ibn Khaldun
- Al-Maqrizi

#### Scolastique
- Nicole Oresme
- Thomas Aquinas
- École de Salamanque
- Leonardus Lessius

### Mercantilisme
Politique économique pratiquée en Europe sur la période allant du début de la Renaissance jusqu'au XVIIe siècle.
- Jean Bodin
- Josiah Child
- Jean-Baptiste Colbert
- Charles Davenant
- James Denham-Steuart
- Ferdinando Galiani
- Thomas Gresham
- Gregory King
- Barthélemy de Laffemas
- John Law
- Malestroit
- Gerard de Malynes
- Edward Misselden (en)
- Antoine de Montchrestien
- Thomas Mun
- Dudley North
- William Petty

### Physiocratie
Physiocrates majeurs:
- François Quesnay
- Victor Riquetti de Mirabeau
- Du Pont de Nemours
- Guillaume-François Le Trosne
- Pierre-Paul Lemercier de La Rivière de Saint-Médard
- Nicolas Baudeau

Personnalités associées:
- Anne Robert Turgot
- Vincent de Gournay
- Pierre Le Pesant de Boisguilbert
- Richard Cantillon
- John Law de Lauriston
- Montesquieu

### École libérale classique
L'École classique, également appelée économie politique, est, aux XVIIIe siècle et XIXe siècle, la première forme concrète du mainstream.
Elle se focalise sur les tendances et l'équilibre du marché, ainsi que sur les théories de la valeur. Elle donne naissance par la suite à de nombreux courants :
- L'école néoclassique influencée par les notions d'utilitarisme et de marginalisme, omniprésentes dans la plupart de ses modèles et équations.
- L'école marxiste, issu primitivement de l'école classique, qui développe par suite une approche spécifique.

Les principaux représentants de l'école classique sont :
- Jeremy Bentham
- Henry Charles Carey
- Richard Cobden
- David Hume
- Francis Hutcheson
- Henry George
- Edward Gibbon Wakefield
- John Ramsay McCulloch
- James Maitland
- Thomas Malthus
- Bernard de Mandeville
- Karl Marx
- James Mill
- Nassau William Senior
- Francis Place
- John Rae
- David Ricardo
- Jean de Sismondi
- Adam Smith
- John Stuart Mill
- Henry Thornton
- Johann Heinrich von Thünen
- Thomas Tooke (en)
- Robert Torrens

### École libérale française
- Frédéric Bastiat
- Maurice Block
- Michel Chevalier
- Étienne Bonnot de Condillac
- Charles Coquelin
- Jean-Gustave Courcelle-Seneuil
- Charles Dunoyer
- Yves Guyot
- Paul Leroy-Beaulieu
- Gustave de Molinari
- Jean-Baptiste Say
- Léon Say

### École historique

#### École Historique allemande
- Friedrich List
- Wilhelm Roscher
- Gustav von Schmoller
- Werner Sombart
- Max Weber
- Joseph Schumpeter
- Karl Polanyi

#### École historique anglaise
- Edmund Burke
- Richard Jones (en)
- Thomas Leslie
- Walter Bagehot
- Thorold Rogers
- William Ashley
- William Cunningham

#### École historique française
- Clément Juglar
- Charles Gide
- Albert Aftalion
- Émile Levasseur
- François Simiand

### Mouvement social, Socialisme et Marxisme

#### Précurseurs critiques
- Gabriel Bonnot de Mably
- Henri de Saint-Simon
- Jean Charles Léonard Simonde de Sismondi

#### Socialisme utopique
- Louis Blanc
- Blanqui
- Commune de Paris
- Charles Fourier
- William Godwin
- Paul Lafargue
- Robert Owen
- Pierre-Joseph Proudhon

#### Marxisme
L'économie marxiste est issue des travaux de Karl Marx et Friedrich Engels. Cette école se concentre sur la théorie de la valeur travail et ce que Marx considère être l'exploitation du travail par le capital. Ainsi la valeur-travail n'est pas qu'une théorie des prix, c'est aussi la mesure de l'exploitation du travail par la société capitaliste.
- Otto Bauer
- Nikolaï Boukharine
- Friedrich Engels
- Jules Guesde
- Leonid Kantorovitch
- Karl Kautsky
- Alexis Kossyguine
- Oskar Lange
- Lénine
- Rosa Luxemburg
- Ernest Mandel
- Karl Marx
- Nemtchinov
- Nobuo Okishio
- Gueorgui Plekhanov
- Stroumiline
- Paul Sweezy
- Trapeznikov
- Shigeto Tsuru (en)

#### Socialisme d'État
- Charles Andler
- Eduard Bernstein
- Jean Jaurès
- Adolphe Landry
- Ferdinand Lassalle
- Henri de Man
- Johann Karl Rodbertus
- Gustav von Schmoller
- Fabian Society

#### Anarchisme économique
- Mikhaïl Bakounine
- William Godwin
- Pierre Kropotkine
- Th Spence

### Réformisme social

#### Réformisme paternaliste
- Augustin Cochin (écrivain)
- Armand de Melun
- Frédéric le Play
- Alban de Villeneuve-Bargemont

#### Corporatisme social
- Albert de Mun
- René de La Tour du Pin

#### Christianisme social
- Raoul Allier
- Philippe Buchez
- Paul Bureau
- Charles de Coux
- Abbé Daens
- George Fonsegrive
- Marius Gonin
- Cardinal James Gibbons
- Georges Goyau
- Léon Harmel
- François Huet (philosophe)
- Claudio Jannet
- Émile Keller
- Wilhelm Emmanuel von Ketteler
- Henri Lacordaire
- Félicité de Lammenais
- Abbé Lemire
- Lyautey
- Cardinal Manning
- Armand de Melun
- Cardinal Gaspard Mermillod
- Charles de Montalembert
- Frédéric Ozanam
- Maurice Potron (abbé)
- Charles Périn
- Rerum Novarum
- Félix de Roquefeuil
- Marc Sangnier
- Luigi Taparelli
- Abbé de Tourville
- Philibert Vrau

#### Mouvement protestant
- Karl Barth
- Carlyle
- Tommy Fallot
- Charles Gide
- Pasteur Gounelle
- Ch. Kingsley
- Daniel Legrand
- FD. Maurice
- Pasteur W. Monod
- Pasteur Oberlin
- Ruskin

#### Mouvement coopératif et philanthropique
- Équitables Pionniers de Rochdale
- Emile Bourgeois
- F. Boudot
- Charles Gide
- G.Lasserre
- B. Lavergne

### Distributisme
Le distributisme est une philosophie économique originellement théorisée vers la fin du XIXe siècle et le début du XXe siècle par des auteurs catholiques pour étendre les enseignements formulés par les papes Léon XIII et Pie IX respectivement dans les encycliques Rerum Novarum et Quadragesimo Anno. Ils prétendent pouvoir suivre une troisième voie, située entre le capitalisme et le socialisme, et qui serait à la base d'une société en accord avec les principes chrétiens concernant des thèmes tels que la justice ou la propriété privée.
- Hilaire Belloc
- Gilbert Keith Chesterton
- Cecil Chesterton
- Dorothy Day
- Vincent McNabb (en)
- Arthur Penty
- Aristide Pierre Maurin
- B. A. Santamaria (en)
- Jacques Duboin

### Institutionnalisme
- Thorstein Veblen
- John Rogers Commons
- Wesley Clair Mitchell
- John Maurice Clark
- Robert Brady
- Clarence Edwin Ayres
- Romesh Dutt
- John Kenneth Galbraith
- Arthur Robert Burns
- Simon Kuznets
- Robert Heilbroner
- Gunnar Myrdal

### Nouvelle économie institutionnelle
- Douglass North
- Oliver Williamson
- Ronald Coase

### Néoclassicisme
- William Stanley Jevons
- Francis Ysidro Edgeworth
- Alfred Marshall
- John Bates Clark
- Irving Fisher
- Knut Wicksell

### École de Lausanne
- Antoine Augustin Cournot
- Léon Walras
- Vilfredo Pareto

### École autrichienne
- Carl Menger
- Eugen von Böhm-Bawerk
- Friedrich von Wieser
- Ludwig von Mises
- Friedrich von Hayek
- Murray Rothbard
- Israel Kirzner

### École de Stockholm
- Gunnar Myrdal
- Bertil Ohlin

### Keynésianisme
- John Maynard Keynes
- Joan Robinson
- Gregory Mankiw
- Paul Krugman
- Peter Bofinger
- Joseph Stiglitz
- Roy Forbes Harrod
- Evsey Domar

### École Française

#### les Ingénieurs économistes
- Maurice Allais
- Marcel Boiteux
- Jacques Lesourne
- Edmond Malinvaud
- Pierre Massé
- Jacques Rueff
- Alfred Sauvy

#### Les «Professeurs»
- Bertrand Nogaro
- Albert Aftalion
- François Simiand
- Charles Rist
- Louis Baudin
- René Gonnard
- Daniel Villey
- Émile James
- Gaëtan Pirou
- André Marchal
- Henri Denis
- Henri Guitton
- François Perroux
- Jean Weiller
- Maurice Byé
- Raymond Barre
- Jacques Lecaillon
- Robert Bartoli
- Gérard Destanne de Bernis
- Jean Marczewski
- H Brochier
- J Bénard
- Pierre Tabatoni
- H Krier
- J le Bourva
- G Marcy
- André Piettre
- Alain Barrère
- Lionel Stoleru
- Gilbert Abraham-Frois

### École de Chicago
- Frank H. Knight
- Jacob Viner
- Milton Friedman
- George Stigler
- Harry Markowitz
- Merton Miller
- Robert Lucas, Jr.
- Eugene Fama
- Myron Scholes
- Gary Becker
- Edward C. Prescott
- James Heckman

## Les écoles contemporaines

### L’économie «mainstream»
L’économie « mainstream » est un terme utilisé pour distinguer l’économie en général des approches et écoles hétérodoxes en l’économie. Elle part du postulat que les ressources sont rares et qu’il est nécessaire de choisir entre des solutions concurrentes. Donc l’économie traite des arbitrages.
En présence de rareté, choisir une solution implique de renoncer à une autre solution, le coût d’opportunité. Le coût d’opportunité exprime une relation implicite entre des solutions concurrentes. Ces coûts, considérés comme des prix dans une économie de marché, sont utilisés pour analyser l’efficience économique ou pour prédire les réponses à des perturbations dans un marché. Dans une économie planifiée, des relations comparables entre prix fictifs doivent être satisfaites pour un usage efficace des ressources, comme l’a démontré le premier l’économiste italien Enrico Barone.
Les économistes présentent les incitations et les coûts comme jouant un rôle généralisé dans la prise de décision. Un exemple immédiat est la théorie du consommateur sur la demande individuelle, qui analyse la façon dont les prix (ainsi que les coûts) et le revenu affectent les quantités demandées.
L’économie « mainstream » moderne repose principalement sur l’économie néoclassique, qui s’est développée à partir des dernières années du XVIIIe siècle. L’économie « mainstream » reconnait également l’existence d’imperfections du marché et des idées en provenance de l’économie keynésienne. Elle utilise des modèles de croissance économique pour analyser les variables à long terme qui affectent le revenu national. Elle utilise la théorie des jeux pour modéliser le comportement du marché ou des autres institutions. Certaines idées importantes sur le comportement collectif (par exemple l’émergence des organisations) ont été incorporées à travers la nouvelle économie institutionnelle.
Une définition qui saisit une grande partie de ce qu’est l’économie moderne est celle de Lionel Robbins dans un essai de 1932 : « la science qui étudie le comportement humain en tant que relation entre des fins et des moyens rares qui ont des usages alternatifs ». La rareté signifie que les ressources disponibles sont insuffisantes pour satisfaire tous les besoins. Sans la rareté et les usages alternatifs des ressources disponibles, il n’y a pas de problème économique. Le sujet ainsi défini implique l’étude du choix, en tant qu’il est affecté par les incitations et les ressources.
D’une façon générale, l’économie est l’étude de la façon dont les gens allouent les ressources rares entre des usages alternatifs.

### L’économie de la complexité
Une des écoles de pensée les plus récentes dans l’économie moderne (datant de la fin des années 1970 et du début des années 1980), l’économie de la complexité, considère les systèmes économiques comme des systèmes adaptatifs complexes plutôt que comme des systèmes fermés en équilibre. Certaines des premières études dans ce champ nouveau ont été réalisées par des chercheurs du Santa Fe Institute au Nouveau Mexique, États-Unis.

### L'économie computationnelle à base d’agents (Agent-Based Computational Economicsou ACE)
L'ACE est l'étude par le calcul de processus économiques modélisés comme des systèmes dynamiques d'agents en interaction. Ici le terme « agent » est interprété de façon large comme un paquet de données et de méthodes qui représentent une entité sociale, biologique, ou physique qui fait partie d’un « monde virtuel » construit de façon computationnelle.

### L’économie hétérodoxe
Quelques écoles de pensée en désaccord avec le formalisme microéconomique de l’économie néoclassique sont listées ci-dessous, notamment : l’économie institutionnelle, l’économie marxiste, l’économie féministe, l’économie socialiste, l’économie binaire, l’économie écologique, la bioéconomie, l'économie bouddhiste et la thermoéconomie.

## Les écoles hétérodoxes actuelles
Vers la fin du XIXe siècle, plusieurs écoles hétérodoxes rivalisaient avec l’école néoclassique apparue à la suite de la révolution marginaliste. La plupart ont survécu jusqu’à nos jours, en tant qu’écoles consciemment dissidentes, mais avec une dimension et une influence beaucoup plus faibles que l’économie mainstream. Les plus importantes sont l’économie institutionnelle, l’économie marxienne et l’École Autrichienne.
Le développement de l’économie keynésienne a été un défi substantiel pour l’école dominante de l’économie néoclassique. Les idées keynésiennes ont finalement pénétré le mainstream par suite de la synthèse keynésienne-néoclassique développée par John Hicks. La montée du keynésianisme et son incorporation dans l’économie mainstream ont réduit l’attrait des écoles hétérodoxes. Cependant, des avocats d’une critique plus fondamentale de l’économie orthodoxe ont formé l’école de l’économie post-keynésienne.
Parmi les développements hétérodoxes plus récents, on trouve l’économie évolutionniste (ce terme est aussi utilisé pour désigner l’économie institutionnelle), l’économie féministe, l’économie verte, l’écono-physique et l’économie post-autiste.
La plupart des opinions hétérodoxes se situent politiquement à gauche et critiquent le capitalisme. L’exception la plus notable est l’économie autrichienne, qui est politiquement voisine du libertarianisme. Certains partisans de l’économie évolutionniste partagent ce point de vue.
Les écoles ou courants de pensée renommés, qui se référent à un style d’économie particulier pratiqué et disséminé par des groupes académiques bien définis, et qui ont acquis une reconnaissance mondiale, peuvent se résumer de façon générale comme suit :
- École des choix publics
- Nouvelle économie keynésienne
- Nouvelle macroéconomie classique
- École autrichienne
- École de Chicago
- École de Fribourg
- Économie keynésienne
- Économie post-keynésienne
- École schumpétérienne
- École de la régulation.
- École de Lausanne
- École de Stockholm
- Économie marxienne
- Néo-Ricardianisme
- Économie de la décroissance

À la fin du XXe siècle, les trois domaines d’étude qui produisent des changements dans la pensée économique sont: les modèles reposant sur le risque plutôt que sur les prix, les acteurs économiques imparfaits, et l’économie traitée comme une science biologique reposant sur des normes évolutionnaires plutôt que sur l’échange abstrait. L’étude du risque a eu une influence, en considérant les variations des prix dans le temps comme plus important que les prix eux-mêmes. Cela s’applique en particulier à l’économie financière où les arbitrages entre risque et-retour sont les décisions cruciales.
Le domaine de croissance le plus important a concerné l’étude de l’information et de la décision. Des exemples de cette école comprennent les travaux de Joseph Stiglitz. Les problèmes d’information asymétrique et d’aléa moral, reposant tous deux sur l’économie de l’information, affectent profondément des dilemmes de l’économie moderne tels que les stock-options pour dirigeants, les marchés de l’assurance, et la dette du Tiers-Monde.
Enfin, on trouve une série d’idées économiques provenant de la conception de l’économie comme une branche de la biologie, y compris l’idée que ce sont les relations énergétiques plutôt que les relations entre prix qui déterminent la structure économique, ainsi que l’utilisation de la géométrie fractale dans la création de modèles économiques (Voir L’économie de l’énergie.) Encode dans leur enfance, on trouve l’application de la dynamique non-linéaire à la théorie économique, tout comme l’application de la psychologie évolutionnaire. Jusqu’à présent, les travaux les plus visibles ont concerné l’application des fractales à l’analyse des marchés, notamment l’arbitrage. (voir la complexité en économie.) Une autre branche de l’économie dans son enfance est la neuroéconomie, qui combine les neurosciences, l’économie et la psychologie pour étudier comment nous faisons des choix.

## Classification des écoles de pensée

### Orthodoxie et hétérodoxie
Les écoles de pensée économique sont parfois divisées entre les écoles orthodoxes et hétérodoxes. Les écoles orthodoxes sont celles qui, d'ordinaire, soutiennent des positions allant du laisser-faire à la démocratie sociale de marché.
Bien que, historiquement, peu d’économistes mainstream se soient considérés comme membres d’une « école », la plupart s’identifierait à une ou plusieurs parmi l’économie néoclassique, le monétarisme, l’économie keynésienne, la nouvelle économie classique, l’école autrichienne ou l’économie comportementaliste.

### Marxisme et économie bourgeoise
Les marxistes distinguent les écoles de pensée économiques bourgeoises (parfois appelée théorie économique bourgeoise) et l'économie marxiste. Dans son Introduction à l'économie politique, Rosa Luxembourg écrit ainsi : « La doctrine de Marx est fille de la théorie économique bourgeoise, mais sa naissance a tué la mère ».

## Diffusion et biais des écoles de pensées
Les grandes voies actuelles de la pensée économique sont la littérature économique (livres, presse audiovisuelle, revues spécialisées, réseaux sociaux, think tanks et lobbies, ainsi que les études primaires, secondaires et supérieures.
Les programmes d'enseignements de l'économique au lycée et à l'université et dans les grandes écoles sont souvent accusés de largement privilégier les concepts dominants des approches mainstream de l'économie, notamment souvent éloigné des enjeux environnementaux, climatiques et de dépassement des limites planétaires, y compris en France avec par exemple la réforme des programmes conduite par Philippe Aghion (économiste) et Pierre-Michel Menger (sociologue), tous deux issus du Collège de France, qui a suscité de vifs débats en 2018 et 2019, accusée de privilégier des raisonnements et modèles issus des approches libérales néoclassiques, en excluant tout pluralisme théorique et en valoriser des méthodes de formalisation trop techniques et décorrélées du monde réel. Les écoles de commerce disent promouvoir une vision  pragmatique et moins théorique de l'économie, mais placée au service du monde de l'industrie, de la finance et des entreprises, en oubliant les piliers « social », « culture » et « environnement » du développement soutenable, ce contre quoi, au début des années 2020, de nombreux élèves de grandes écoles, y compris écoles de commerce protestent, jugeant que l'économie telle qu'on la leur enseigne ne prend pas ou trop peu en compte ses effets sur les sphères socio-environnementale et climatique du climat,,. Ainsi, des étudiants d'HEC, ENS, Agro et d'autres établissements d'enseignement supérieur ont lancé un « Manifeste étudiant pour un réveil écologique » exhortant le monde, des entreprises notamment, à agir de concert pour sauver la planète (manifeste ayant rapidement recueilli plus de 5 500 signatures) et « Grenoble École de Management » est devenue la première école à statut de société à mission (engageant à lutter contre toutes les discrimination et contre la crise environnementale (climatique notamment).